# Ficus amplocarpa
Ficus amplocarpa är en mullbärsväxtart som beskrevs av E. Govindarajalu och P. Masilamoney. Ficus amplocarpa ingår i släktet fikonsläktet, och familjen mullbärsväxter. Inga underarter finns listade i Catalogue of Life.